# Expédition de Blida
Conquête de l'Algérie par la France
L'Expédition de Blida est une bataille qui se déroula en 1830, opposant les forces françaises aux résistants algériens dirigés par le chef Mohamed ben Zamoum, originaire de la tribu Iflissen Umellil en Kabylie, Accompagné de sa tribu, il fut soutenu par les tribus locales de Blida, notamment les Béni Salah et les Béni Misra, dans le cadre de la résistance algérienne face à l’occupation française dans la plaine de Mitidja. Le corps expéditionnaire français comptait environ 1 500 hommes et un escadron de chasseurs. Malgré la supériorité militaire des Français, la bataille se solda par une victoire algérienne, marquant un épisode déterminant de la résistance contre l'invasion française en Algérie. 